# Jan Tomiczek
Jan Tomiczek (6. února 1950 – 16. dubna 2021) byl český komunální politik a činovník křesťanských organizací.
V letech 1994–2018 byl starostou obce Třanovice.
Působil jako člen předsednictva Spolku pro obnovu venkova České republiky a byl prvním předsedou jeho krajské organizace v Moravskoslezském kraji. Roku 1998 se stal prvním předsedou mikroregionu Povodí Stonávky.
V letech 2011–2015 zastával úřad kurátora Farního sboru SCEAV v Třanovicích, zastával též úřad člena představenstva Slezské diakonie a byl místopředsedou synodu SCEAV. Byl rovněž aktivní v činnosti hudebních a vokálních těles v církvi.
Jan Tomiczek byl ženatý a měl tři syny a dceru; syn Jiří Tomiczek je rovněž komunálním politikem.